# Argia fumigata
Argia fumigata là một loài chuồn chuồn kim trong họ Coenagrionidae.
Argia fumigata is in 1865 voor het eerst wetenschappelijk beschreven door Hagen in Selys.